# Blepharicera rahlaea
Blepharicera rahlaea är en tvåvingeart som beskrevs av Kaul 1984. Blepharicera rahlaea ingår i släktet Blepharicera och familjen Blephariceridae. Inga underarter finns listade i Catalogue of Life.